# Catodon Rocks
Die Catodon Rocks sind eine Gruppe von Rifffelsen vor der Westküste des Grahamlands im Norden der Antarktischen Halbinsel. Sie liegen nordöstlich von Ohlin Island im Palmer-Archipel.
Luftaufnahmen der Falkland Islands and Dependencies Aerial Survey Expedition (FIDASE, 1955–1957) dienten ihrer Kartierung. Das UK Antarctic Place-Names Committee benannte sie 1960 nach dem lateinischen Namen Physeter catodon für den Pottwal.